# انحياز أثر التلاشي
انحياز أثر التلاشي (بالإنجليزية: fading affect bias)‏ هو ظاهرة نفسية يحدث فيها أن المعلومات المرتبطة بالمشاعر السلبية تميل إلى أن تُنسى بشكل أسرع من تلك المرتبطة بالمشاعر الإيجابية الممتعة. وعلى الرغم من وجود بعض النتائج المتناقضة فيما يتعلق بهذا الانحياز، إلا أنه قد تبين إلى حد كبير أنه حقيقي.

## الوصف والخلفية
يرجع تاريخ أقدم الأدلة على انحياز أثر التلاشي إلى دراسة أجراها هوسلي كيسون عام 1932. وجدت هذه الدراسة، باستخدام إجراء رجعي قام فيه المشاركون بتذكر وتصنيف الأحداث الماضية والعواطف التي تم حثهم عليها وقت التذكر، أن الشدة العاطفية المسترجعة للأحداث الإيجابية كانت أقوى عمومًا من تلك الأحداث السلبية.
في البداية، تم قبول انحياز أثر التلاشي على نطاق واسع باعتباره العملية التي يتلاشى خلالها التكافؤ العاطفي لبعض الأحداث مع مرور الوقت. وبشكل أكثر تحديداً، اعتقد الباحثون الأوائل إلى حد كبير أن هناك تلاشيًا عامًا مع مرور الوقت في المضمون والشدة العاطفية فيما يتعلق بأحداث معينة في الحياة، بغض النظر عما إذا كانت التجارب إيجابية أو سلبية. ومع ذلك، وجدت الدراسات اللاحقة أن الشدة العاطفية للأحداث السلبية تتبدد بمعدل أسرع من الأحداث الإيجابية.[3] علاوة على ذلك، لا تتلاشى العواطف السلبية تجاه الحدث مع مرور الوقت فحسب، بل تتلاشى أيضًا القدرة على استدعاء ذاكرة الحدث السلبي. اعترفت الأدلة المتزايدة أيضًا بميل الأحداث السلبية في الأصل إلى تغيير الوقت الإضافي والنظر إليها بطريقة أكثر إيجابية. يوجد انحياز أثر التلاشي عالمياً عبر الثقافات، وتزداد شدته مع تقدمنا في العمر.
نظرًا لتلاشي ذكريات الأحداث السلبية، فإن صورة السيرة الذاتية للفرد انحرفت بشكل إيجابي. يعتبر انحياز أثر التلاشي نظيرًا أساسيًا للتحيز الإيجابي للتأثير، لأنه يسمح ويعزز من ظهور الذكريات العاطفية الإيجابية. كما يلعب أيضًا دورًا مهمًا في اتجاهات ذاكرة الأحداث الشخصية الإيجابية الأساسية مبدأ بوليانا.
تتعلق الآراء التي تعارض انحياز أثر التلاشي بفكرة أن الذكريات السلبية والتجارب السلبية أكثر وضوحًا من الذكريات الإيجابية، وبالتالي فإن الذكريات السلبية لن تكون عرضة للتلاشي. تعتمد أبرز الأفكار المتعارضة على نظرية «السيئة أقوى من الجيدة»، من حيث التلاشي العاطفي، وتقول إنه نظرًا لطبيعة الذات، فإننا نميل أكثر إلى التركيز على الأحداث السلبية وتذكرها. التناقض الآخر ينبع من نظرية الكبت الفرويدية، أنه لكي يحدث الكبت، يجب أن تبقى المشاعر السلبية المرتبطة بالحدث الصادم. ومع ذلك فإن مجموعة الأدلة المتزايدة قد عززت وجود انحياز أثر التلاشي.

## تاريخ البحث
تمحور نقد دراسة هوسلي كيسون من عام 1932 حول حقيقة أن الإجراءات الرجعية والاستبطانية ويمكن أن تخضع للتحيزات في الذاكرة. تناولت دراسة لاحقة - هولمز (1970) - مقاربة «غير استطلاعية» لدراسة انحياز أثر التلاشي باستخدام سجل من الأحداث اليومية التي شملت شدة الانفعالية للحدث. حيث طلب من ستة وعشرين شخصًا أن يسجلوا الأحداث في يوميات ويسجلوا الشدة العاطفية للتجارب. تم العثور على نتائج هذه الدراسات لتكون متسقة بشكل عام مع انحياز أثر التلاشي.
وقد ناقشت دراسة أجراها ووكر وآخرون (1997) الدور الذي تلعبه الذاكرة في انحياز أثر التلاشي باستخدام تسجيل مذكرات لتحليل العمليات المعرفية. هنا، يُقال أن البشر تفضيليون في ما يختارون أن يتذكروه وأن بعض تفاصيل الأحداث تتلاشى، ولكن ليس العواطف. وجدت هذه الدراسة أن العواطف الناجمة عن الأحداث الإيجابية كانت على الأرجح أكثر من تلك الناتجة عن الأحداث السلبية.
في دراسة أجراها ريتشي وآخرون (2009) استخدموا الردود الشخصية للموضوع على 1200 من أحداث السيرة الذاتية لدراسة تحوّل أثر التلاشي. في هذه الدراسة، تم العثور على أربعة اتجاهات محتملة فيما يتعلق بالذاكرة: التأثير الثابت (حيث يتم الحفاظ على شدة الانفعال)، وتأثير التلاشي (حيث تتناقص الكثافة العاطفية)، وتأثير الازدهار (حيث توجد زيادة في الشدة)، وتأثير المرونة (حيث يوجد عكس التكافؤ). بالنسبة للذكريات الإيجابية، كان التأثير الثابت أكثر بروزًا (39٪) من تأثير التلاشي (37٪). ومع ذلك، بالنسبة للأحداث السالبة، كان تأثير التلاشي أكثر وضوحًا (51٪) من التأثير الثابت (38٪). التأكيد على التحيز نحو تلاشي الذكريات السلبية.
بالإضافة إلى الدراسات النفسية المذكورة أعلاه، أجريت دراسات بيولوجية عصبية ذات صلة يمكن أن تزيد من توضيح ظاهرة انحياز أثر التلاشي. خلال مقابلة، أوضح عالم الأحياء العصبية مات ويلسون أنه عند دراسة نشاط المخ لدى الفئران، وجد أن إحياء الأحداث الماضية وتوقع الأحداث المستقبلية مرتبطان عصبيًا.[10] هذا هو أحد الآثار المحتملة لسبب وجود انحياز أثر التلاشي: الحاجة الإنسانية إلى فهرسة المعلومات ذات الصلة لاستخدامها في المستقبل.

## أنواع الذاكرة
لوحظ انحياز أثر التلاشي الأكثر شيوعا في ذكريات احداث السيرة الذاتية، ومع ذلك تم استكشافه عبر أنواع الذاكرة المختلفة.

### ذكريات ومضية
استخدمت دراسة أجراها بوهن وبيرنتسين (2007) سقوط جدار برلين لمراقبة كيف يؤثر انحياز أثر التلاشي على الذكريات الومضية. طُلب من الألمان الشرق والغرب تقييم مشاعرهم تجاه سقوط جدار برلين عندما حدث ذلك ومشاعرهم الحالية تجاه الحدث. وجدوا أن الأفراد الذين لديهم مشاعر إيجابية تجاه الحدث، في وقت الحدث، حافظوا على مشاعرهم الإيجابية في وقت التذكير. أولئك الذين اعتبروا سقوط الجدار سلبيًا كانت لديهم عواطف سلبية أقل مرتبطة بالحدث في وقت الاستدعاء. يعزز ظهور انحياز أثر التلاشي خارج استدعاء حدث السيرة الذاتية، مثل استدعاء الذاكرة الومضية، يقوي حجة هذه الظاهرة كونها عالمية.

### أحلام
طلبت شركة ريتشي آند سكورونسكي (2008) من الأفراد الاحتفاظ بمجلات الأحلام التي قاموا فيها بتقييم مشاعرهم حول أحلامهم عند حدوثها وطُلب منهم فيما بعد تذكّر شعورهم حيال تلك الأحلام نفسها. تمشيا مع النتائج السابقة حول طبيعة انحياز أثر التلاشي وذاكرة السيرة الذاتية، انخفض التأثير الإيجابي في وقت حدوثها وفي وقت الاستدعاء أبطأ من التأثير السلبي. كان من النتائج المثيرة للاهتمام في هذه الدراسة أن انحياز أثر التلاشي تم تخفيفه عن طريق استخدام الأدوية الترفيهية.

## العوامل المهدئة

### المهدئات الاجتماعية

#### ترديد
إن مشاركة وتكرار ذكريات الفرد مع الآخرين يمكن أن يغير بشكل فعال من تصورهم للذاكرة والعواطف المرتبطة بها. يمكن أن يؤدي تبادل الذكريات مع الآخرين بشكل متكرر إلى زيادة تذكر ذكريات الأحداث الإيجابية وتقليل ذكريات الأحداث السلبية بشكل فعال، وبالتالي تعزيز استدعاء ذكريات الأحداث الإيجابية. لتضخيم تأثيرات انحياز أثر التلاشي، يعد الكشف الاجتماعي المتكرر والمتكرر لذكريات الأحداث، الذي يُنظر إليه على أنه دعم اجتماعي، جزءًا لا يتجزأ. عمومًا، يمكن لمشاركة الأحداث مع الآخرين التأثير إيجابًا على الطريقة التي يتذكر بها الفرد الأحداث، ولكن بروفة النفس لا تسفر عن نفس النتائج، حيث إنها مرتبطة بعدم وجود خبو عاطفي بشكل عام. يمكن أيضًا تفسير تأثير البروفة على انحياز أثر التلاشي بالعلاقة بين بروفة الأحداث واستبقاء الذاكرة والحيوية

### المهدئات الشخصية

#### كآبة
وجود الاكتئاب أو خلل التوتر يمكن أن يخفف من فعالية انحياز أثر التلاشي. تختلف المحتويات الكلية لذكريات السيرة الذاتية بين الأفراد المصابين بالاكتئاب وغير المصابين بالاكتئاب في أن ذاكرة السيرة الذاتية المضطربة لها ذكريات أكثر سلبية عن الأحداث. كما وجدت في دراسات متعددة، يمكن أن تعزى كمية غير متناسبة من الذكريات السلبية للفرد الذي يعاني من عسر المزاج إلى انقطاع انحياز أثر التلاشي. تميل الذكريات السلبية إلى التلاشي بشكل أبطأ في الاشخاص الذين يعانون من عسر المزاج مقارنة بغيرهم من الذين لا يعانون من عسر المزاج، كما أن الذكريات الإيجابية والسلبية عند ال1ين يعانون من عسر المزاج تتلاشى بمعدلات مماثلة.

#### النرجسية
يُنظر إلى النرجسيين على أنهم يتمتعون بمستويات عالية للغاية من احترام الذات، وبالتالي قد يعتقد المرء أن لديهم انحياز أثر التلاشي مرتفع، ولكن هذا ليس هو الحال. وكلما زادت نرجسية الفرد، وجد أن تأثير انحياز أثر التلاشي أقل. استثناء لهذا يعتمد على نوع ذاكرة الحدث الذي يتم استدعاؤه. عندما يكون تركيز ذاكرة الحدث هو النرجسي أو أي شيء فعله، فإن انحياز أثر التلاشي موجود. يوفر اعتدال انحياز أثر التلاشي بالنرجسية مزيدًا من الأدلة على أن انحياز أثر التلاشي هو مؤشر على التنظيم العاطفي الصحي

### المهدئات العاطفية

#### المزاج
من المفاهيم الخاطئة الشائعة عند النظر إلى انحياز أثر التلاشي أن حالة مزاج الفرد أثناء الاستدعاء ستؤثر بشكل كبير على تصورهم للحدث. على سبيل المثال، الشخص ينظر فقط إلى الوراء إلى حدث سلبي مع بنظرة إيجابية لأنه في مزاج جيد حاليًا. في دراسة أجراها ريتشي وآخرون، 2009، تبين أن هذا صحيح جزئيًا لأن الأفراد الأكثر إيجابية في وقت الاستدعاء لديهم تأثير انحياز أثر التلاشي أكثر صلة بالموضوع، ومع ذلك كان انحياز أثر التلاشي لا يزال يعاني منه الجميع بغض النظر عن حالتهم العاطفية، مما يعزز ذلك انحياز أثر التلاشي هي تجربة عالمية تعمل خارج الحالة العاطفية الحالية.

## تفسيرات محتملة
انحياز أثر التلاشي يعتبر حدث مفيد بشكل عام. التفسير الشائع لانحياز أثر التلاشي بين علماء النفس والباحثين على حد سواء، هو الحاجة إلى الوعي الذاتي الصحي، والتنظيم الذاتي والرؤية الذاتية الإيجابية. التنظيم الفعال للمشاعر السلبية في ذكريات السيرة الذاتية يقلل من سلوك المستقبل غير المتكيف ويسمح بتعزيز الذات. يسمح انحياز أثر التلاشي بالنقل الاجتماعي الناجح من خلال الترويج للاحتفاظ بالتجارب الإيجابية، وبالتالي السماح للفرد بالانفتاح على التجارب الجديدة على غرار نموذج نظرية التوسيع والبناء. ويدعم هذا أيضًا الأدلة التي تُظهر أن الأفراد الذين يعانون من الاكتئاب، وهو اضطراب غير قادر على التكيف، يتعرضون للتدخل مع انحياز أثر التلاشي عن طريق الاحتفاظ بالمشاعر السلبية من الذكريات غير السارة. قد يعزى انحياز أثر التلاشي أيضًا إلى الدافع لحماية النفس من التذكير بالتجارب المؤلمة وقد يفسر أيضًا لماذا قد نشعر بالتجارب السلبية بأبعد ما تكون عن الوقت الفعلي. بشكل عام، يُنظر إلى التلاشي الذي يؤثر على التحيز على أنه سلوك تكيفي لدى الأفراد الأصحاء الذي يسمح بنظرة أكثر إيجابية للحياة